# Paramicromerys madagascariensis
Paramicromerys madagascariensis là một loài nhện trong họ Pholcidae. Loài này được phát hiện ở Madagascar và là loài điển hình của chi Paramicromerys.